# Orio Palmer
Orio Joseph Palmer (New York, 2 marzo 1956 – New York, 11 settembre 2001) è stato un vigile del fuoco statunitense della città di New York.
Morì durante l'attacco al World Trade Center, nel tentativo di liberare le persone intrappolate al 78º piano della Torre sud, dove era riuscito a salire insieme alla squadra di vigili del fuoco di cui era il comandante.
Secondo il Rapporto della Commissione sull'11 settembre, le registrazioni audio e video che lo coinvolgevano hanno avuto un ruolo fondamentale nell'analizzare e comprendere i problemi relativi alle comunicazioni radio durante gli attentati dell'11 settembre.